# 진위청
진위청(중국어: 金禹丞, 병음: Jin Yucheng, 한자음: 김우승, 2004년 6월 23일 ~ )은 중화인민공화국의 바둑 기사이다. 랴오닝성 푸순시 출신으로 중국기원 소속의 8단이다.

## 경력
랴오닝성 푸순시에서 태어났다. 2018년 전국 정기 승단 대회 및 2018년 "십만 프로젝트"를 통해 입단했다. 2019년 4월 제24회 LG배 세계기왕전 통합예선에서 리친청에게 져서 탈락했지만, 같은해 11월의 제3회 오청원배중국바둑신예쟁패전에서는 본선에 진출했다. 그러나 32강전에서 쉐관화에게 패해 탈락했다. 2021년 4단으로 승단했다.